# ファンサブ

ファンサブの例。日本語の歌詞に、日本語、ローマ字、スペイン語をつけたもの。

ファンサブ (fansub、fan-subtitledの省略、ファン字幕、非公式字幕とも。中華圏（中国語）：字幕組、漢化組) は、映像作品（主に他の言語による音声）に、ファン（愛好家）が字幕を付けたもの。または、その活動のこと。fansub は "fan-subtitled" （＝ファンがつけた字幕）で、ファンジン（fanzine、"fan magazine"、同人雑誌）、ファンフィク（fanfic、"fan fiction"、ファンによるフィクション）などと同様の造語である。対義語は「オフィシャルサブ」（official sub、公式字幕、公式につけられた字幕）や、「プロサブ」（pro sub、プロ=専門家がつけた字幕）。ファンサブ製作者のことはファンサバー（fansubber）という。字幕を付ける前の状態で流通しているものはunsubbed、またはraw（生）と呼ばれる。
ファンサブの典型例は、日本製（日本語音声）のアニメに英語等の字幕を付けたもの（アニメファンサブということがある）であり、本項でも日本製アニメのファンサブについて扱う。

## 概要

### 経緯と流通
かつてはビデオデッキと専用の機械を用いて字幕を入れ、ダビングと郵送（SASE＝切手を貼った返信用封筒を送る方法）で流通していたが、近年では、個人でもパソコンを利用したデジタル動画編集や、大容量データの取り扱いが比較的容易になったため、インターネット上でのやりとりが主流となっている。また、それを第三者がDVDに焼いて、ネット上のオークション等で販売することもある。オンライン上での一般的配信方法は、当初XDCCやfserveと呼ばれるインターネット・リレー・チャット(IRC)経由、またニュースグループであったが、2004年ごろから通信ソフトBitTorrentも用いられ、特に初心者には人気が高い。またデータがYouTubeなどの動画共有サイトに転載されるケースも非常に多い。伝統的に、翻訳などを行うファンサバーと、実際にそれを流通させるディストロ（distro=distributor）が分業化していることが多い。これはファンサブが元は零細的な活動であったため、製作活動とは別に流通拠点を必要としたからである。

### 著作権とライセンス
日本で保護されている著作物については、現地国がベルヌ条約または万国著作権条約に加盟している限り、現地国でも保護されている。そのため、ファンサブ活動を日本国外で外国人が行い、公開する場合、日本の著作権法にこそ触れないが、通常の場合、現地の著作権法に違反することになる。したがって、条約の第八条は言う：
そのため、現地でライセンスされているかいないかにかかわらず、日本の権利者が現地で提訴すれば、現地の法によって違法と判断される可能性が高い。また現地で独占的にライセンスされているものについては、現地のライセンシーも提訴できる。北米の場合、ファンサバーとライセンシー企業の間にはある程度の暗黙の了解はあるとされ、警告されたり、ライセンスされた時点でファンサブを止めるのが一応の"不文律"とされている（ただし過去の例を見る限り、必ずしも守られている訳ではない）。そのため、現地で既にライセンスされたものにファンサブを行い流通させれば、書面等で警告されることもある（上記の暗黙の了解等により、ファンサバーは関係者間では自分の本名や住所を明かしている場合があり、その場合は実際に書面で届く）。

## アメリカでのファンサブ活動
1972年にアメリカで家庭用ビデオテープレコーダ「VO1810」(U-matic VTR)が発売されると、ハワイやニューヨークなどの、英語字幕付きの日本語放送で放映された日本のアニメも録画されるようになり、初期の数少ないアニメファンはこうして映像の交換をしていた。アメリカの日系人を対象とした日本語放送ではあったが、日本語ができない二世や三世の日系人も積極的な視聴者であったため、日本語番組も英語字幕で放送されていた。これを発見してアニメファンになったアメリカ人には、はじめからアニメを字幕で見るという精神的土壌ができていた。
1985年にコモドール社のAmigaが発売され、パソコンを使った字幕製作が可能となった。これにより、いわゆるファンサブの時代がはじまった。元々、日本に文通友達がいて、アニメなどのビデオを交換していたアメリカ人は、ファンの間では尊敬を集めたが、それに加えて翻訳能力のある仲間とAmigaオーナーがいれば、ファンサブ製作集団としてファン仲間での名声を縦にできるようになった。
1989年3月1日付でアメリカがベルヌ条約に加入したため、これ以降アメリカのファンサブ活動は違法となった。これより合法的にアニメが入ってくる1993年頃までの間は、流通する物の殆どが違法な物しかないというとても不安定な時期を通る事となる。
初期は大学サークルが学内のホールを借りて、ささやかに上映会を行うといった形式の活動が主であった（現在でも、アメリカの大学のアニメクラブではファンサブをサークル図書室に持っていることが多く、公式の活動として上映会を行うことはある）が、21世紀になるとそれら字幕付きアニメを、データの形でインターネットを通して流通させるという形式が主流となった。
以前より、アメリカで放映される日本のアニメが大幅に改編されていることは、日本版を知るファンの間では周知の事実であった。正式な商業発売よりもファンサブを好む一部心理は、過去に現地のライセンス保有会社が行ってきた作為的な改変に対する不信感にもよるとされている（端的な例は4kidsである。4kidsは物語自体が変わってしまうような大幅な編集を行うため、一部には「4kidsにライセンスされたものはライセンスされていないとみなす」という風潮さえある）。
しかし今日では、地上波放送の作品については、諸外国の放送コードに準拠するための改編があるものの、以前に比べればファンの希望を尊重しようとする動きが高まっている（ただし子供、ティーン向けアニメの規制では、血の出るシーンを汗の描写に書き換えたり、酒を飲むシーンは、そのキャラクターが成人でもカットされる）。またCATV・衛星放送やDVD直販を前提とする作品では、大幅な編集はほとんど行われていない（アニメファンが期待する対象年齢層の高い作品はむしろこちらである）。にもかかわらず、ファンサブ活動は絶えない。
日本では「アニメファン」は比較的に高年齢層とされているが、日本国外では小遣いが少ない10代初めのファンも多く、その中にはモラルの低いファン（おたく）も少なくない。彼らはファンサブだけでなく北米版DVDのリッピングをファイル共有ソフト等で入手する（正規品のDVDより吸い出したデータを、そのままネット上で流通させるようなリッピンググループも多数存在する）。結果として、既にライセンスが取得されている作品は勿論のこと、北米版DVDが発売されている作品でさえも、ファンサブが流通することになる。またファンサブグループはやっていることが違法行為であるにもかかわらず、自分達に対する寄付を呼びかけていることがある。

## ファンサブをめぐる立場
アニメのライセンス権を持つ日本の企業はファンサブ活動への対応に苦慮している。ファンサブという活動は企業に代わってアニメの知名度を上げる側面を持つ。それが利益に結びつくと考えるならば黙認することも経営判断としてありうるが、直接的、間接的を問わず不利益に結びつくか何らかの意味で長期的にマイナスと判断すれば止めさせるのが当然である。
ファンサバーたちは、告発例などが少ないことを根拠に、自分たちの活動は黙認されていると主張している。北米においては黙認どころか、公式・非公式にファンサブとプロサブはしばしば密接な関係にあるとされ、ファンサブ出身のプロサバーもいる。それだけではなく、北米のライセンシー企業とファンサバーは癒着し馴れ合いの状態にあり、ライセンシー企業が翻訳コストを低く抑える目的で、ライセンス権を持つ日本の企業には無断で、ファンサバーに協力を求めることさえある。
ライセンシー企業は、自社がライセンスを持っている作品以外のファンサブについては口出ししない（北米では、良くも悪くも権利関係の線引きが明確であるため）。つまり大量のファンサブを不正に流通させているP2Pサイトが問題であっても、P2Pサイトそのものを閉鎖させようとするのではなく、そこでやりとりされている自社がライセンスを持っている作品だけを削除させ、後は放置する。

## ファンサブの流通方法とその問題
2000年以降になってファンサブ活動が急速に活発となった背景には、前述の通りインターネットの世界的な普及と技術革新によるものが大きい。特に大容量ファイルの移送・共有を容易に可能とするファイル共有ソフトの登場により、rawの入手からファンサブ視聴者への配布までの時間と労力が大幅に軽減されることとなった。その結果、現在では日本でテレビ放映されたものが、6時間程度で字幕が付いた状態で流通する事が多く、中には放送終了30分後に字幕付きでアップロードされているのもある。一方その弊害として、ファンサブ製作者間でリリースの早さを競うような現象も起こり、非常に翻訳の質の低いファンサブが流布するケースが増えている。
ファイル共有ソフトやYouTubeのような動画観覧サイトの存在は、IRCとは異なり、ファンサブ活動と直接的には無関係であるが、二次的な配布・公開をも容易とし、更なる著作権の侵害に拍車をかける原因ともなっている。そのため、ファイル共有ソフトや動画観覧サイトの存在はファンサブ問題を語る際には無視できないトピックであり、それらを利用した不法流通・海賊版の撲滅のため、世界的な法整備の他、各国間での迅速な連携・対応が急務とされている。

## 企業の対応
2004年12月7日、日本のアニメ製作会社メディアファクトリーの代理人である東京法律事務所が、ファンサブグループ"Lunar Anime"、"Wannabe Fansubs"、ファンサブポータルサイト"AnimeSuki"等の複数のファンサブ流通サイトに対し、同社が権利を保持する全ての作品を、現在及び将来の流通リストから削除するよう警告を出した。これに対し"AnimeSuki"、"Lunar Anime"は警告に従い流通リストから同社作品を削除し、また"Solar"、"Shining Fansubs"、"Scarywater"といった他のファンサブグループやファンサブポータルサイトもこれに同調した。その一方でファンサブグループ"Wannabe Fansubs"、"Anime-Keep"は流通を続けるとし、結局削除することはなかった。
2006年8月22日、米国で『攻殻機動隊 STAND ALONE COMPLEX Solid State Society』のDVD発売を予定しているバンダイ・エンタテイメントは、同作品のファンサブを予定しているファンサブグループに対し、違法配信をしないよう、法的手段も辞さないとの態度で臨むと警告するプレスリリースを発表した。同作品は、日本では同年9月1日よりCS放送スカイパーフェクTV!にてペイ・パー・ビュー(PPV)方式で放送された後、11月にDVDの発売が予定され、バンダイ・エンタテイメントは同年7月の段階で既にライセンス獲得を発表しており、翌2007年には米国でのDVDの発売を予定していた。なお、このプレスリリースは話題にこそなりはしたものの結果的には完全に無視され、米国でのDVD発売はおろか日本でのDVD発売以前の時点でファンサブが流通した。
「Crunchyroll」など、日本の企業と提携して公式に字幕付き動画を配信するサイトが登場しており、日本国外でもあまり日本との時間差なく視聴することが可能となっている。それにより、違法配信の抑制、新たな販路の開拓を期待しているという。

## 政府の対応
日本政府は、2007年10月18日にアメリカ政府へ提出した「米国の規制改革及び競争政策に関する日本国政府の要望事項」の中で、インターネット上の違法に複製されたアニメなどについて、日米間で情報交換を行っていくよう要望した。
2016年9月28日、京都府警は著作権法違反の疑いで中国人のファンサブメンバー2人を逮捕した。2016年10月27日に2人新たに逮捕された。

## 日本におけるファンサブ活動
ファンサブ問題における議論では、日本国外でのファンサブ活動（主に東アジア、米国、西欧など）に焦点が当てられる機会が多い。しかし実際には、日本においても国内公開前の日本国外映画やドラマ、カートゥーンなどの日本語字幕つきの違法動画の存在が確認されている。ファンサブ活動が盛んな前述の地域のように組織だった活動は活発ではなく、さらに翻訳者が逮捕されている点も大きな違いである。